# 이근호 (1993년)
이근호(李根鎬, 1993년 2월 27일 ~ )는 대한민국의 축구 선수이며 포지션은 공격수이다.